# Never Boring
Never Boring è la sesta raccolta del cantante Freddie Mercury, pubblicata postuma l'11 ottobre 2019 dalla Mercury Records.

## Il disco
La raccolta, uscita in due formati, uno standard con un solo CD, l'altra contenente 3 dischi, contiene una collezione dei brani della carriera da solista di Mercury; nell'edizione speciale sono presenti nuovi remix delle 11 canzoni di Mr. Bad Guy ad opera di Justin Shirley-Smith, Joshua J. Macrae e Kris Fredriksson, e l'arraggiamento orchestrale di Barcelona, rimuovendo i sintetizzatori e le drum machine originali.
Oltre ai CD, la raccolta comprende un Blu-ray e DVD di alcune registrazioni promozionali e di alcune esibizioni con Montserrat Caballé. Rami Malek, premio Oscar al miglior attore per aver interpretato Mercury in Bohemian Rhapsody, ne ha scritto la presentazione.

## Tracce

### Never Boring
1. The Great Pretender (2019 Special Edition) – 3:27 (Buck Ram)
2. I Was Born to Love You (2019 Special Edition) – 3:38 (Freddie Mercury)
3. Barcelona (2012 Orchestrated Version) – 5:42 (Freddie Mercury, Mike Moran)
4. In My Defence (2000 Remix) – 3:52 (Dave Clark, Jeff Daniels, David Soames)
5. Love Kills (2019 Special Edition) – 4:29 (Freddie Mercury, Giorgio Moroder)
6. How Can I Go On (2012 Orchestrated Single Version) – 3:58 (Freddie Mercury, Mike Moran)
7. Love Me Like There's No Tomorrow (2019 Special Edition) – 3:45 (Freddie Mercury)
8. Living on My Own (1993 Radio Mix) – 3:37 (Freddie Mercury)
9. The Golden Boy (2012 Orchestrated Single Edit) – 5:12 (Freddie Mercury, Mike Moran, Tim Rice)
10. Time Waits For No One – 3:19 (John Christie, Dave Clark)
11. She Blows Hot And Cold (2019 Special Edition) – 3:25 (Freddie Mercury)
12. Made in Heaven (2019 Special Edition) – 4:11 (Freddie Mercury)

### Mr. Bad Guy (2019 Special Edition)
1. Let's Turn It On – 3:43 (Freddie Mercury)
2. Made in Heaven – 4:07 (Freddie Mercury)
3. I Was Born to Love You – 3:39 (Freddie Mercury)
4. Foolin' Around – 3:30 (Freddie Mercury)
5. Your Kind of Lover – 3:35 (Freddie Mercury)
6. Mr. Bad Guy – 4:10 (Freddie Mercury)
7. Man Made Paradise – 4:10 (Freddie Mercury)
8. There Must Be More to Life Than This – 3:02 (Freddie Mercury)
9. Living on My Own – 3:24 (Freddie Mercury)
10. My Love Is Dangerous – 3:44 (Freddie Mercury)
11. Love Me Like There's No Tomorrow – 3:47 (Freddie Mercury)

### Barcelona (2012 Orchestral Edition)
1. Barcelona – 5:43 (Freddie Mercury, Mike Moran)
2. La Japonaise – 4:52 (Freddie Mercury, Mike Moran)
3. The Fallen Priest – 5:47 (Freddie Mercury, Mike Moran, Tim Rice)
4. Ensueño – 4:23 (Montserrat Caballé, Freddie Mercury, Mike Moran)
5. The Golden Boy – 6:04 (Freddie Mercury, Mike Moran, Tim Rice)
6. Guide Me Home – 2:50 (Freddie Mercury, Mike Moran)
7. How Can I Go On – 3:50 (Freddie Mercury, Mike Moran)
8. Exercises in Free Love – 3:57 (Freddie Mercury, Mike Moran)
9. Overture Piccante – 6:45 (Freddie Mercury, Mike Moran)